# Sexocracy
Sexocracy è un film documentario del 2012 diretto da Ruben Maria Soriquez.
Scritto e prodotto da Luca Redavid, il film è uscito nelle sale l'11 maggio 2012.

## Trama
Potere e spettacolo: i legami tra il mondo dello show business e quello della politica, gli scandali legati all'ex Presidente del Consiglio, Silvio Berlusconi, da Vallettopoli al caso Ruby, raccontati attraverso una lunga intervista all'ex manager Lele Mora, rilasciata prima del suo arresto. Tema centrale è anche la visione della donna come astuta calcolatrice, capace di compromettersi pur di apparire e punto di raccordo di questi due mondi che si attraggono reciprocamente.